# Seilbahn Koblenz
| Seilbahn Koblenz      | Seilbahn Koblenz                |
| --------------------- | ------------------------------- |
|                       |                                 |
| Lage:                 | Koblenz, Rheinland-Pfalz        |
| Gebirge:              | Ehrenbreitstein                 |
| Gesamtlänge:          | 890 m                           |
| Höhendifferenz:       | 112 m                           |
| Seilbahntyp:          | 3S-Bahn                         |
| Talstation:           | 50° 21′ 42,7″ N, 7° 36′ 18,4″ O |
| Bergstation:          | 50° 22′ 2″ N, 7° 36′ 54,5″ O    |
| Fahrt                 |                                 |
| Dauer:                | 5 (4) Minuten                   |
| Geschwindigkeit:      | 16 (20) km/h                    |
| Beförderungsleistung: | 6000 (7600) Personen/h          |
| Hintergrund           |                                 |
| Besitzer:             | Doppelmayr-Gruppe               |
| Eröffnung:            | 2. Juli 2010                    |
| Kontakt:              | seilbahn-koblenz.de             |
|                       |                                 |

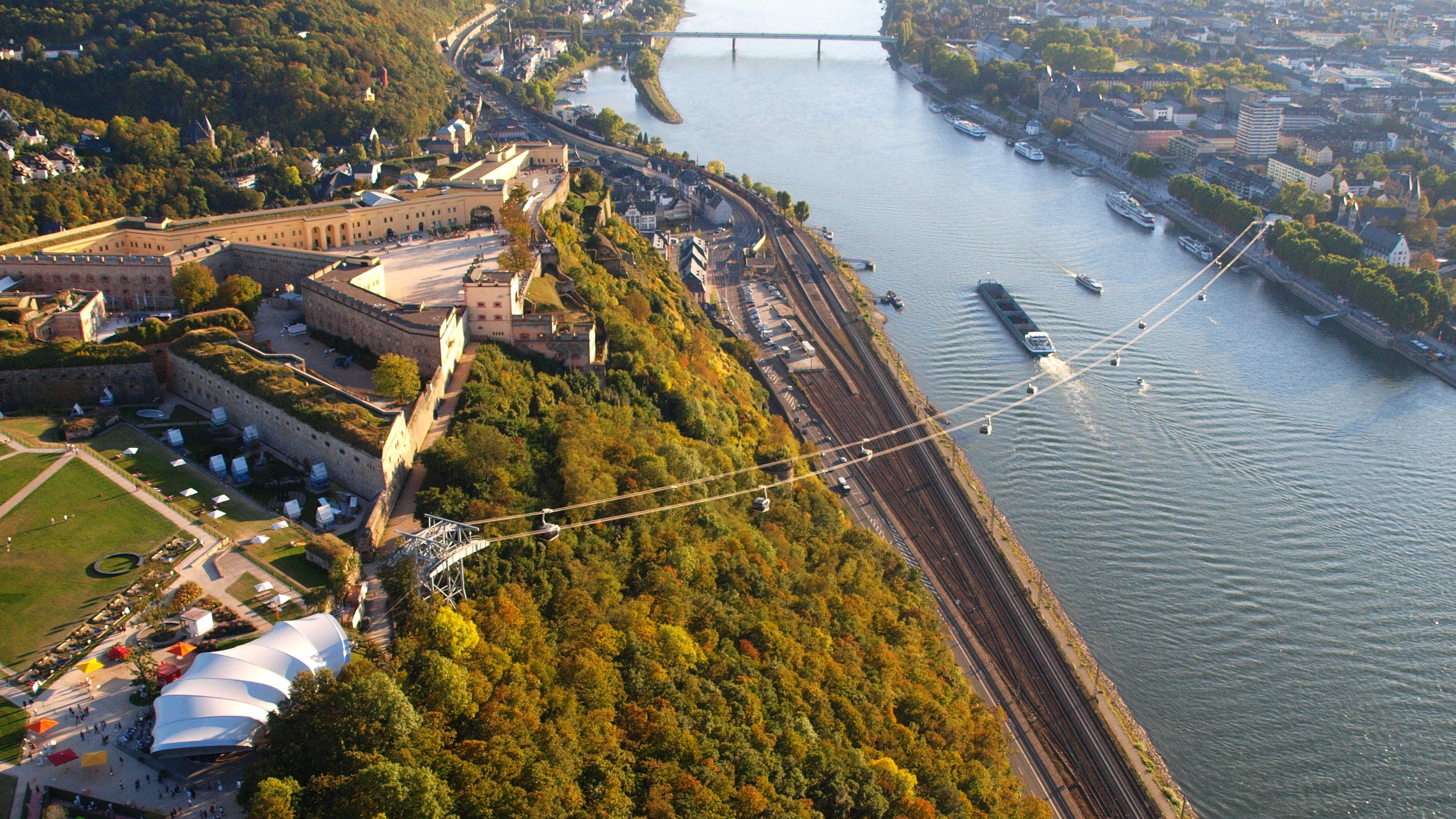
Luftbild der Seilbahn Koblenz

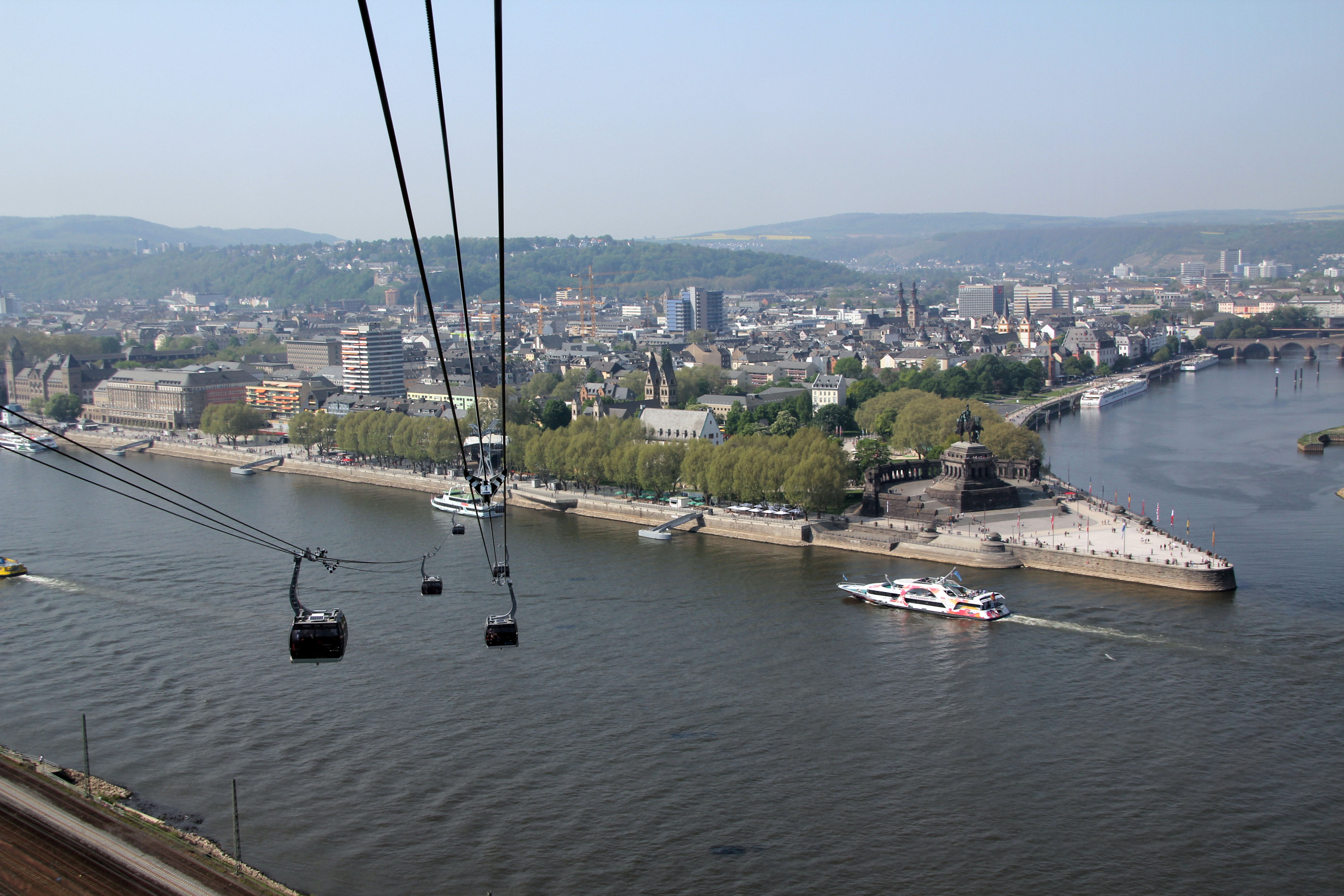
Blick aus einer Kabine auf Koblenz

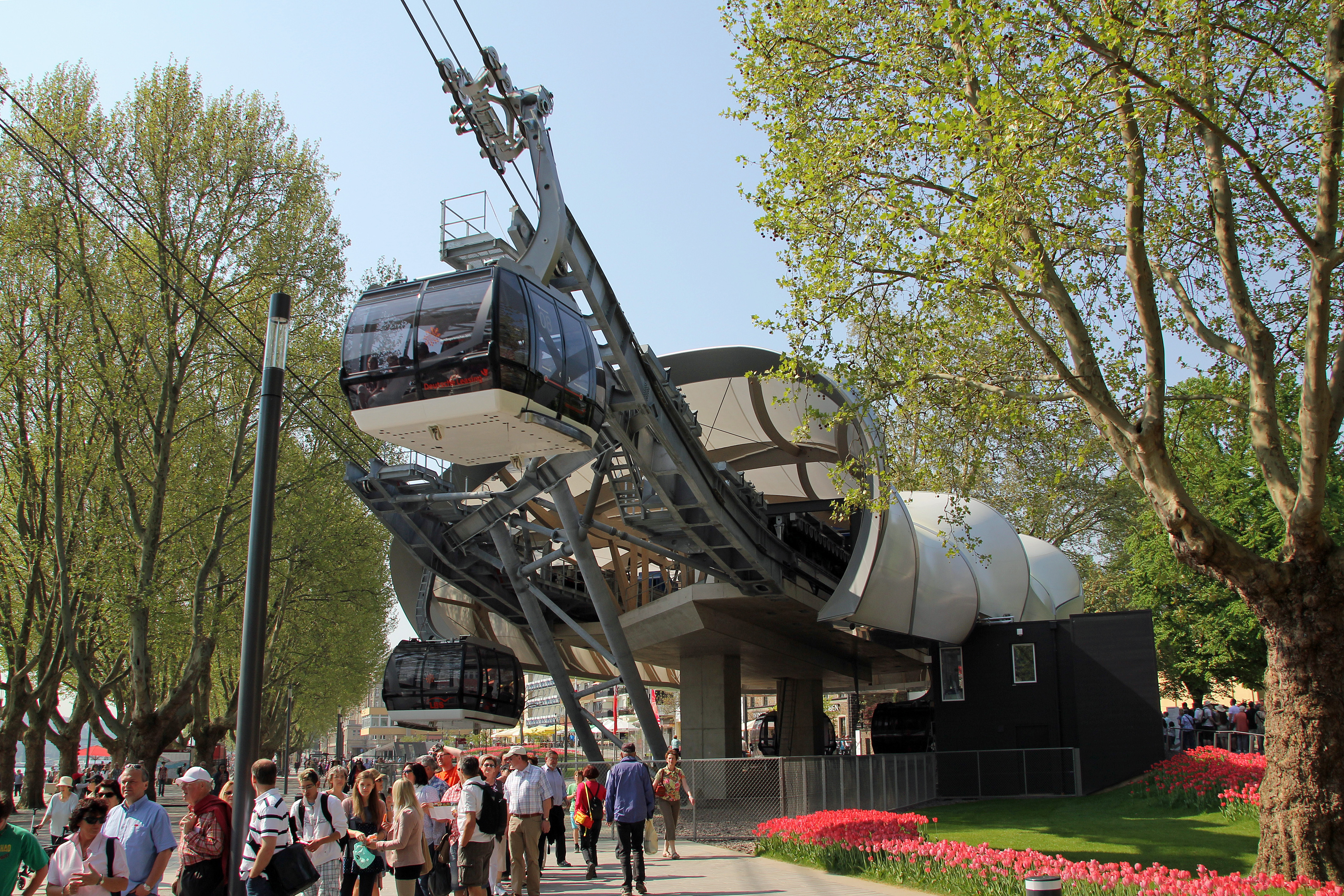
Talstation der Seilbahn

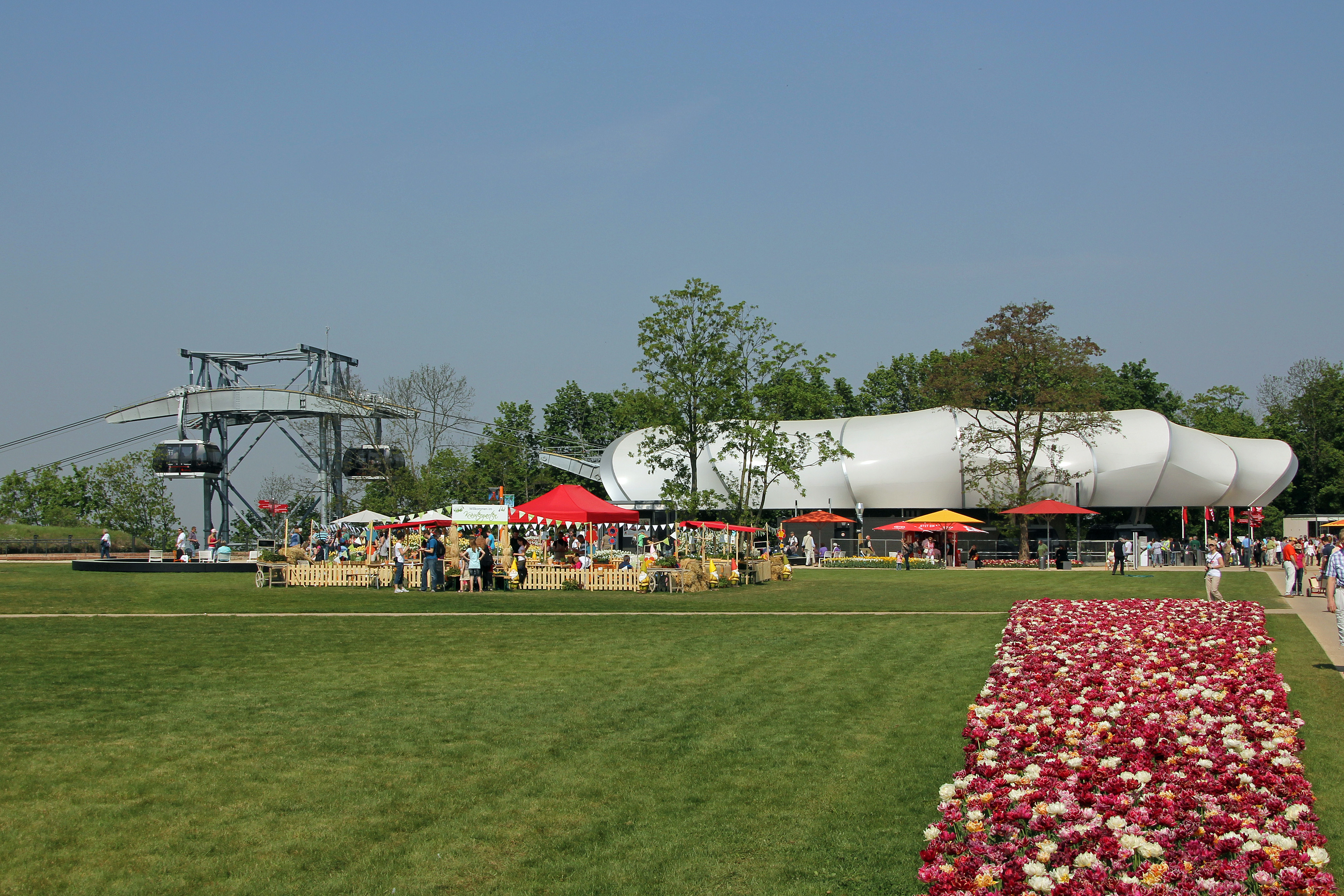
Bergstation der Seilbahn

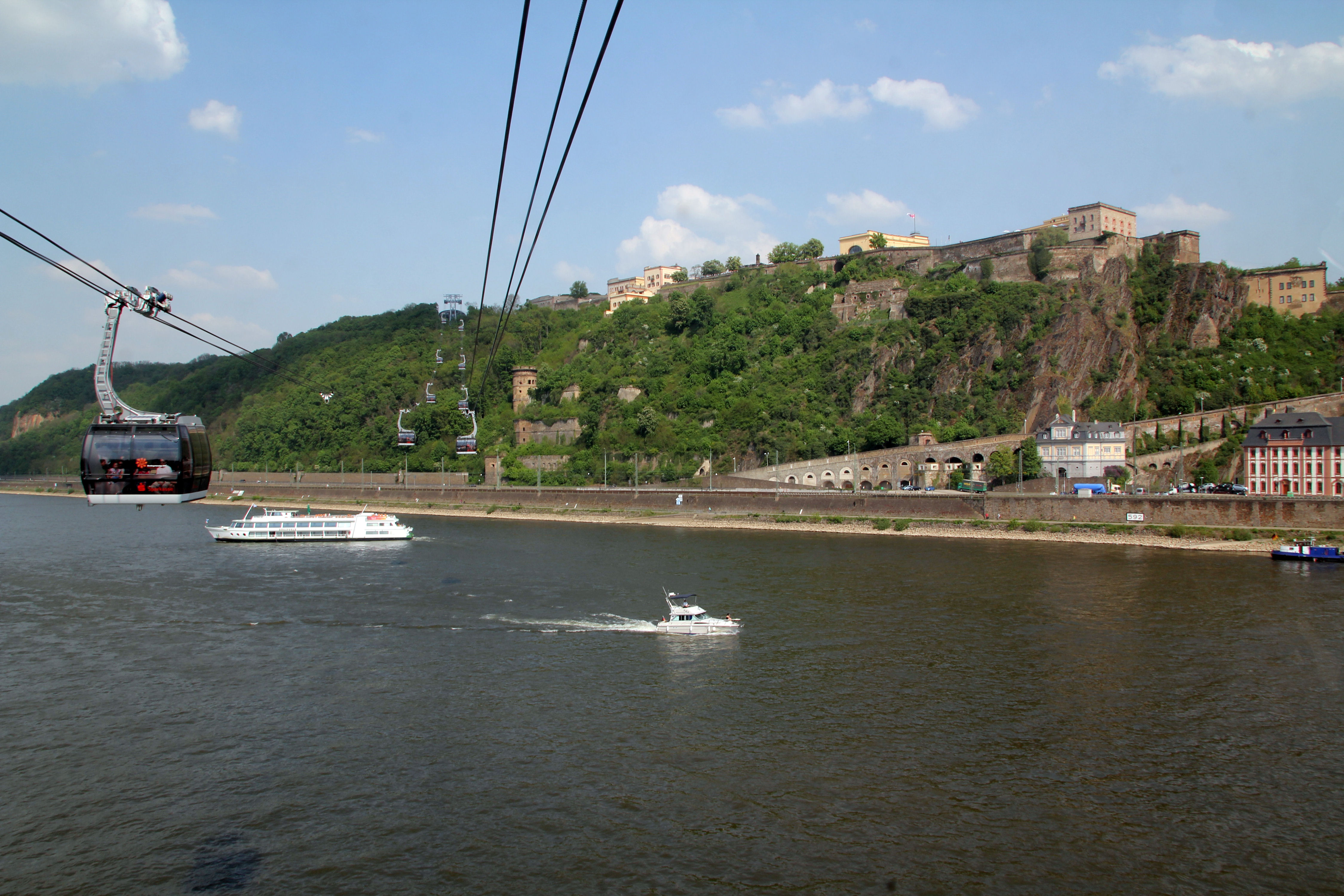
Blick aus einer Kabine auf die Festung Ehrenbreitstein

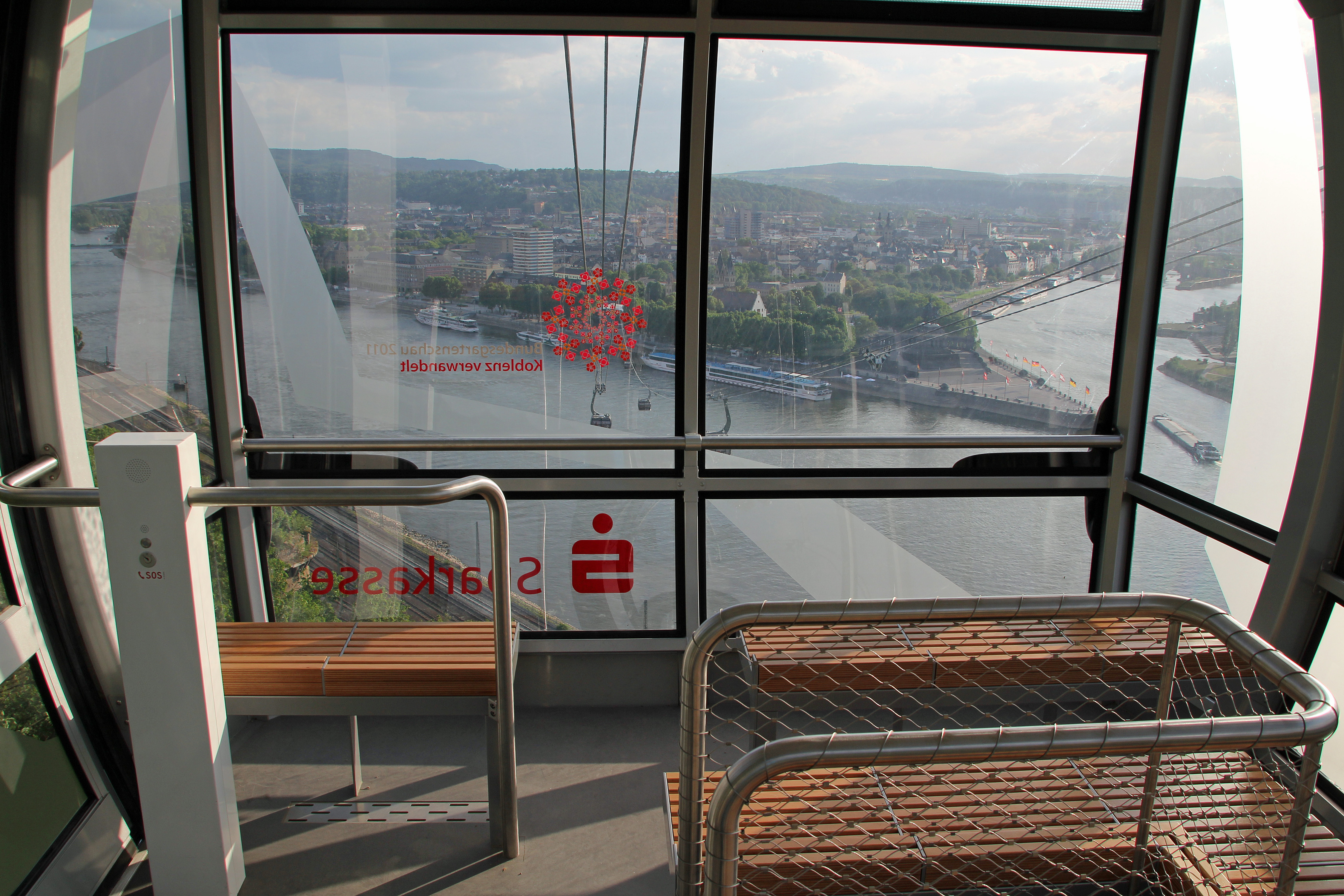
Das Innere einer Kabine

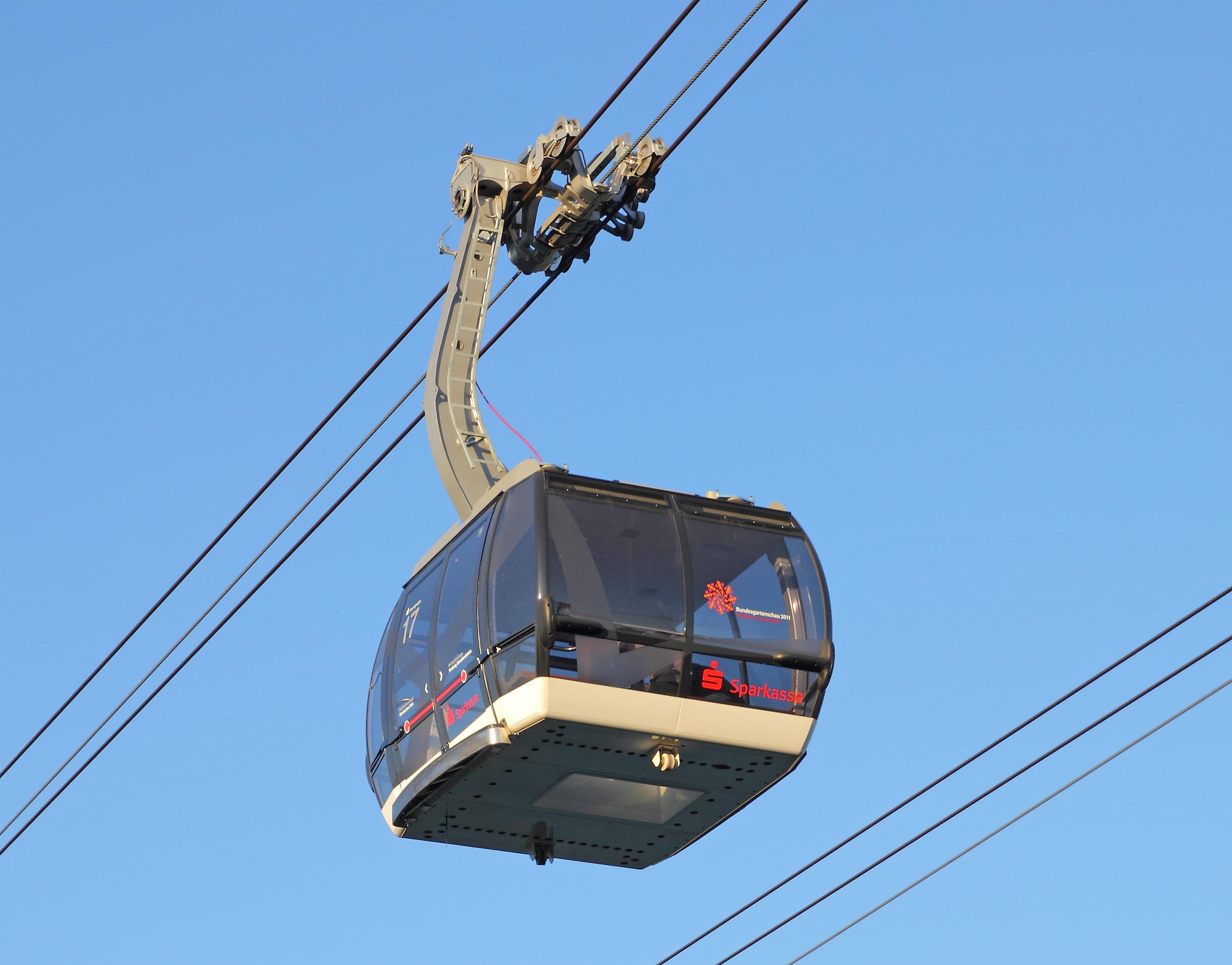
Eine Kabine im Detail: gut zu erkennen sind die beiden Tragseile und das dazwischen liegende Zugseil

Die Seilbahn Koblenz, auch Buga-Seilbahn oder Rheinseilbahn genannt, ist eine Luftseilbahn über den Rhein in Koblenz. Sie wurde als Attraktion und umweltfreundliche Verkehrsverbindung zur Bundesgartenschau 2011 gebaut. Die Seilbahn verbindet seit Juni 2010 die Rheinanlagen in Höhe der Basilika St. Kastor mit dem Plateau vor der Festung Ehrenbreitstein. Sie ist Deutschlands erste Dreiseilumlaufbahn und hat mit einer Förderkapazität von 7600 Personen pro Stunde (3800 Personen pro Stunde und Richtung) die deutschlandweit größte Leistungsfähigkeit. Ihre Baukosten betrugen rund zwölf Millionen Euro. Nach Zustimmung der UNESCO kann die Seilbahn bis zumindest 2030 betrieben werden. Die ursprüngliche Genehmigung war nur bis Ende 2026 befristet. Zuständiger Betreiber ist die Skyglide Event Deutschland GmbH aus Lindau (Bodensee), eine hundertprozentige Tochtergesellschaft des Herstellers Doppelmayr, dem die Koblenzer Seilbahn als Vorführanlage dient.

## Geschichte

### Planungen
Zur Bundesgartenschau 1957 war die Kölner Seilbahn errichtet worden, die das Ausstellungsgelände, den Rheinpark, mit dem linksrheinischen Ufer in der Nähe des Kölner Zoos und der Kölner Flora verbindet. Bei den Planungen zur Bundesgartenschau 2011 stand Koblenz vor dem vergleichbaren Problem, wie die weit auseinander liegenden Kernbereiche auf der linken Rheinseite und auf dem Ehrenbreitstein miteinander zu verbinden seien. Zur Debatte standen eine Busverbindung oder eine Seilbahn über den Rhein. Ausschlaggebend für die Errichtung einer Seilbahn war deren positive Ökobilanz gegenüber einem Bustransfer der Besucher. Auch verschiedene Streckenführungen wurden diskutiert, aber schließlich entschied man sich für die direkte Streckenvariante hoch zum Festungsplateau.
Im November 2008 fiel die Entscheidung, die Kabinenseilbahn von dem österreichischen Unternehmen Doppelmayr bauen zu lassen. Der Konzessionsvertrag sah vor, dass das Unternehmen die Seilbahn baut, betreibt und im November 2013 wieder abbaut. Der Abbau nach drei Jahren galt ursprünglich als notwendig, um den UNESCO-Welterbe-Status der „Kulturlandschaft Oberes Mittelrheintal“ nicht zu gefährden. Die Bürgerinitiative Pro Seilbahn war bestrebt, die Seilbahn – auch wegen ihrer Ökobilanz – über das geplante Abbaudatum hinaus zu erhalten.

### Bau von 2009 bis 2010
Baubeginn war am 15. April 2009 mit der Fällung erster Bäume. Umweltschützer kritisierten die notwendigen Baumfällungen in den Rheinanlagen von Koblenz. Diese wurden jedoch im Verhältnis eins zu drei wieder ersetzt. Die beiden Stationen mitsamt den Seilbahnstützen wurden bis Dezember 2009 fertiggestellt. Mit den Arbeiten für den Seilzug wurde am 26. Januar 2010 begonnen. Ein Hubschrauber führte ein erstes Nylonseil von der Bergstation ins Tal. Vier Tage später wurden die ersten beiden Vorseile aus Stahl mittels eines schwimmenden Pontons über den Rhein gebracht und zwischen den beiden Stationen gespannt. In den folgenden Wochen wurden diese durch immer dickere Seile ersetzt. Die ersten Kabinen wurden im Mai 2010 an das bis dahin aufgezogene Zugseil montiert. Die Seilbahn wurde im Juni 2010 fertiggestellt und am 2. Juli 2010 unter Teilnahme des damaligen rheinland-pfälzischen Ministerpräsidenten Kurt Beck und des Koblenzer Oberbürgermeisters Joachim Hofmann-Göttig offiziell eingeweiht. Ab dem 4. Juli 2010 wurde der öffentliche Fahrbetrieb für etwa drei Monate aufgenommen. Bereits im ersten Betriebsmonat nutzten 50.000 Fahrgäste die Seilbahn, bis zum Ende des ersten öffentlichen Fahrbetriebs Anfang Oktober 2010 waren es fast 180.000 Fahrgäste. Der Regelbetrieb startete mit Eröffnung der Bundesgartenschau am 15. April 2011.

### Weiterbetrieb
Im April 2011 wurde bekannt, dass Verhandlungen der Stadt Koblenz mit Doppelmayr liefen, die Seilbahn Koblenz fünf Jahre lang zu betreiben. Auch ein dauerhafter Betrieb sei vorstellbar, aber von Verhandlungen mit der UNESCO abhängig. Von Seiten der UNESCO verlautete auf dem 7. UNESCO-Welterbetag im Juni 2011, dass die Seilbahn Koblenz welterbeverträglich sei und bleiben könne. Der Betreiber Doppelmayr ist nach Verhandlungen mit der Stadt Koblenz Ende 2012 an einem weiteren Betrieb der Seilbahn interessiert. Kritik an einem Weiterbetrieb kam im November 2012 vom Bistum Trier, es befürchte eine Beeinträchtigung der Basilika St. Kastor. Mit der Seilbahn konnte die Festung Ehrenbreitstein erstmals optimal erschlossen werden, was auch von der UNESCO anerkannt wird.
Vertreter des Internationalen Rates für Denkmalpflege ICOMOS besichtigten im Dezember 2012 zur Beurteilung der Welterbeverträglichkeit die Seilbahn vor Ort. Eine repräsentative Umfrage unter 500 Koblenzer Bürgern Ende 2012 ergab, dass sich fast 90 Prozent für einen Weiterbetrieb aussprechen. Die Stadt Koblenz nahm im Mai 2013 eine Änderung des Flächennutzungsplanes vor und hat damit die Weiternutzung für zunächst weitere zwei Jahre genehmigt. Langfristig wurde ein Betrieb bis 2025 angestrebt.
Anfang Juni 2013 wurde das Gutachten der ICOMOS bekannt, in dem diese den sofortigen Abbau der Seilbahn forderte. Die ICOMOS-Gutachter bemängelten vor allem, dass die Talstation die historische Blickbeziehung der Basilika St. Kastor zum Mittelrheintal störe. Dieses Ergebnis löste in der Region Koblenz Entsetzen aus und gipfelte am 14. Juni 2013 in einer Demonstration in Koblenz. Zusätzlich wurden über 100.000 Unterschriften für das Fortbestehen der Seilbahn gesammelt.
Die UNESCO hat am 19. Juni 2013 in Phnom Penh auf der 37. Sitzung des Welterbekomitees beschlossen, den Betrieb bis 2026 zu erlauben. Zu dieser für alle überraschenden Entscheidung kam es, nachdem sich Vertreter der Bundesregierung auf der Sitzung des Welterbekomitees für den Erhalt einsetzten und dieses von Ländern wie Frankreich, Kolumbien, Mali, Senegal, Serbien und der Schweiz unterstützt wurde.
Für die Stadt Koblenz und den Betreiber der Seilbahn bedeutet die Entscheidung der UNESCO Planungssicherheit und für die Festung Ehrenbreitstein einen Ausbau der kulturellen Aktivitäten. Da nur ein vierjähriger Betrieb vorgesehen war, musste der Betreiber die Infrastruktur um die Seilbahn dem nun möglichen Dauerbetrieb anpassen. Dazu wurden die provisorischen Kassenhäuschen durch feste und ganzjährig nutzbare Gebäude ersetzt. An der Bergstation plante man einen Abstellbahnhof für zwölf Kabinen und einen Revisionsparkplatz samt Lager, der aber bis heute nicht gebaut wurde. Im Jahr 2013 beförderte die Seilbahn Koblenz etwa 650.000 Personen. Am 5. Juni 2015 wurde die zehnmillionste Fahrt mit der Seilbahn Koblenz durchgeführt. Im März 2025 erteilte der Landesbetrieb Mobilität Rheinland-Pfalz eine befristete Betriebsgenehmigung bis 2030.

## Technische Daten
Die Dreiseilumlaufbahn überwindet bei einer Gesamtlänge von 890 Metern mithilfe von frei über den Rhein gespannten Seilen 112 Höhenmeter zwischen den beiden Stationen. Direkt an jeder Station befindet sich eine Seilbahnstütze; das freie Spannfeld zwischen den beiden Stützen beträgt 850 Meter. Sie erreicht im Normalbetrieb eine Fahrgeschwindigkeit von 16 km/h, das heißt 4,5 m/s, und kann dabei mit 18 Kabinen für jeweils 35 Passagiere stündlich etwa 3000 Menschen in jede Richtung befördern. Mit einer maximalen Kapazität von 7600 Menschen pro Stunde in beide Richtungen zusammen war sie 2014 als Luftseilbahn weltweit führend. Die Fahrgeschwindigkeit kann auf bis zu 5,5 m/s erhöht werden. Die verglasten Panoramakabinen bieten dabei einen weiten Blick ins Mittelrheintal und pendeln in vier bis fünf Minuten zwischen den beiden Stationen. Angetrieben wird die Seilbahn von einem Elektromotor mit einer Leistung von 956 Kilowatt/1300 PS, der mit Ökostrom betrieben wird.
Der Energiebedarf je Personenkilometer sowie die damit verbundenen CO2-Emissionen hängen von der Auslastung ab. Doppelmayr schrieb, während der Bundesgartenschau habe die Seilbahn 1046 MWh Strom verbraucht.
Die kuppelbaren Kabinen fahren je Richtung auf zwei fest installierten, jeweils 54 Millimeter dicken und 17 Tonnen schweren Tragseilen und werden durch ein gleichmäßig umlaufendes, endlos gespleißtes Zugseil bewegt. In den Stationen werden sie vom Zugseil automatisch abgekuppelt und zum Aussteigen verlangsamt. Dort fahren sie an Schienen hängend um die Kurve zum Einsteigeplatz. Nach dem Einstieg der Fahrgäste wird die Kabine beschleunigt, wieder an das Zugseil angekuppelt und auf die beiden Tragseile der Gegenrichtung gefahren.
Gebaut wurden die Kabinen von dem in Olten in der Schweiz ansässigen Unternehmen CWA Constructions. Die Kabine Nummer 17 wurde mit einem Glastisch mit Sicht nach unten ausgestattet; die Kabine Nummer 18 soll als Beispiel für künftige Seilbahnen im Öffentlichen Personennahverkehr stehen und wurde mit spezieller Sitzanordnung und Innenausstattung sowie einem Infosystem ausgestattet. Die Kabinen wiegen einschließlich des Laufwerks jeweils 3,5 Tonnen.
Unwetter sind für diesen Typ Seilbahn keine erhöhte Gefahr. Da die Kabinen auf zwei Tragseilen liegen, haben sie eine hohe Windstabilität. Ab einer Windgeschwindigkeit von 80 km/h (Sturm) wird der Betrieb vorsichtshalber eingestellt. Wie das rasch aufziehende Unwetter vom 26. August 2011 zeigte, bei dem der Betrieb nicht rechtzeitig eingestellt wurde, hatten auch Spitzenwindgeschwindigkeiten von 147 km/h (Orkanstärke) keine Auswirkungen auf den Betrieb. Für den Fall einer Betriebsstörung sorgen vier Notantriebsmotoren dafür, dass alle Kabinen noch in eine Station fahren können (Räumungskonzept).

## Weitere Seilbahn-Projekte am Rhein
Die Stadt Bonn plant eine Seilbahn über den Rhein zwischen Beuel-Ramersdorf und dem Venusberg.

## Dokumentarfilme
- Drahtseilakt am Rhein – Eine Seilbahn für die Bundesgartenschau. Dokumentation des SWR Fernsehens von 2010.
- Die Sendung mit der Maus: Wie man ein Seil für eine Seilbahn macht (Spleißen). Das Erste, 2010.